# Wolffia arrhiza
Wolffia arrhiza (L.) Horkel ex Wimm. es una planta acuática, una de las especies conocidas comúnmente como lenteja de agua. Pertenece a la subfamilia Lemnoideae, de la familia de las aráceas (Araceae). 

## Descripción
Normalmente oscila entre 0,8 y 1,3 mm de diámetro lo que posiblemente la convierta en la especie más pequeña de las plantas vasculares. Tiene forma globular, casi esférica, con la superficie superior aplanada de color verde oscuro. Su estructura está muy reducida: carece de tallo, con 1 a 3 hojuelas diminutas, y con una inflorescencia diminuta, de 2 estambres y 1 pistilo, apenas visible a simple vista, que sale en el borde de la hoja y carece de raíces. Flota en la superficie de las aguas estancadas o tranquilas y es capaz de reproducirse rápidamente, mediante clonación, encontrándose a menudo parejas de individuos aún unidos por uno de los lados.
Se encuentra ampliamente distribuida por las zonas templadas, subtropicales y tropicales de Europa, África, Asia occidental, Venezuela y Brasil oriental
En España, el decreto 104/1994, del 10 de mayo de 1994, incluyó a Wolffia arrhiza (L.) Horkel ex Wimm. en el Catálogo Andaluz de Especies de la Flora Silvestre Amenazada.

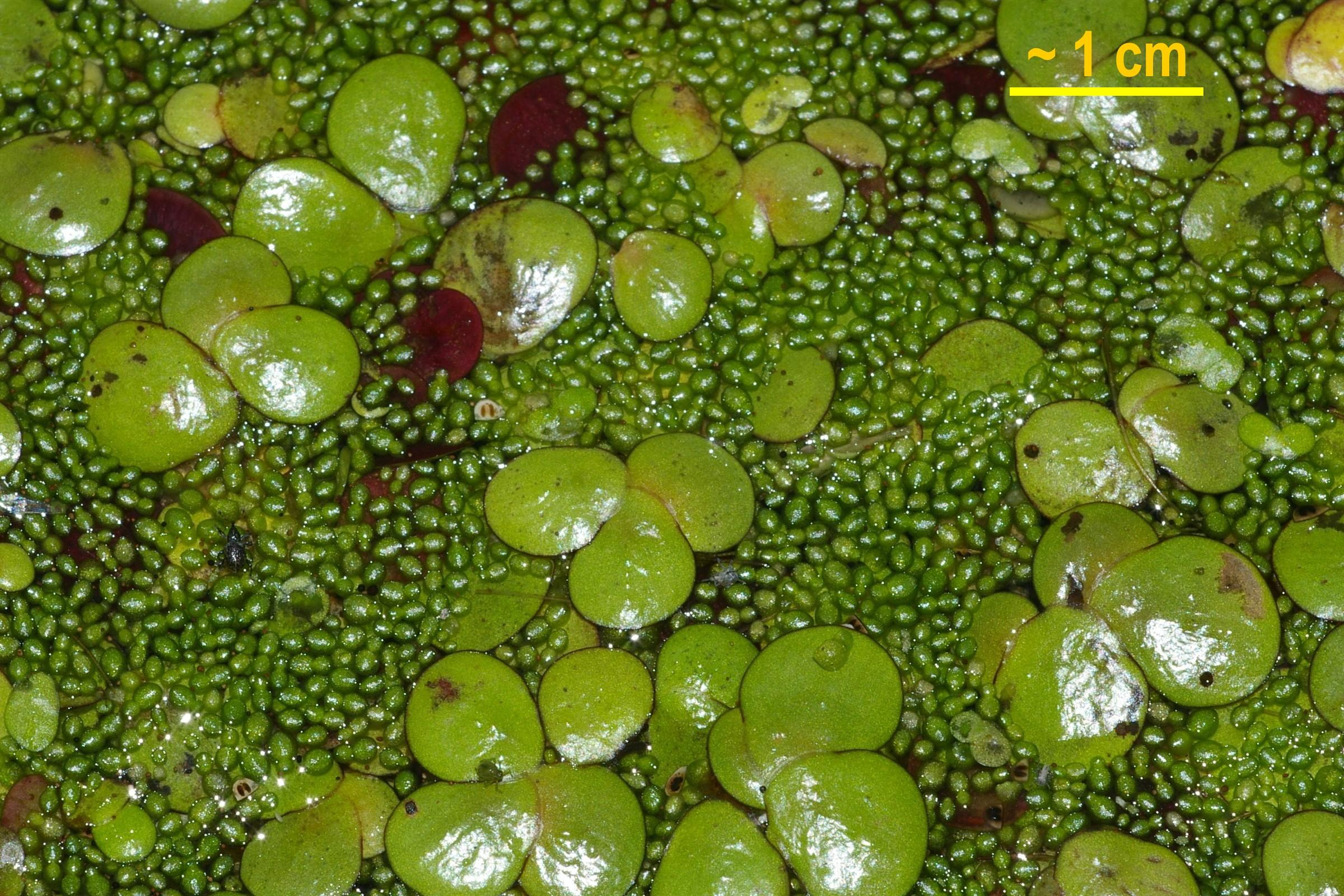
Wolffia arrhiza (pequeña) junto con Spirodela polyrhiza (grande).

## Taxonomía
Wolffia arrhiza fue descrita por (L.) Horkel ex Wimm. y publicado en Linnaea 13: 392. 1839.
Sinonimia
- Bruniera vivipara Franch.
- Horkelia arrhiza (L.) Druce
- Lemna arrhiza L.
- Lemna microscopica Schur
- Lenticula arrhiza (L.) Lam.
- Wolffia delilii Miq.
- Wolffia michelii Schleid.[4]